# Krähenfüße

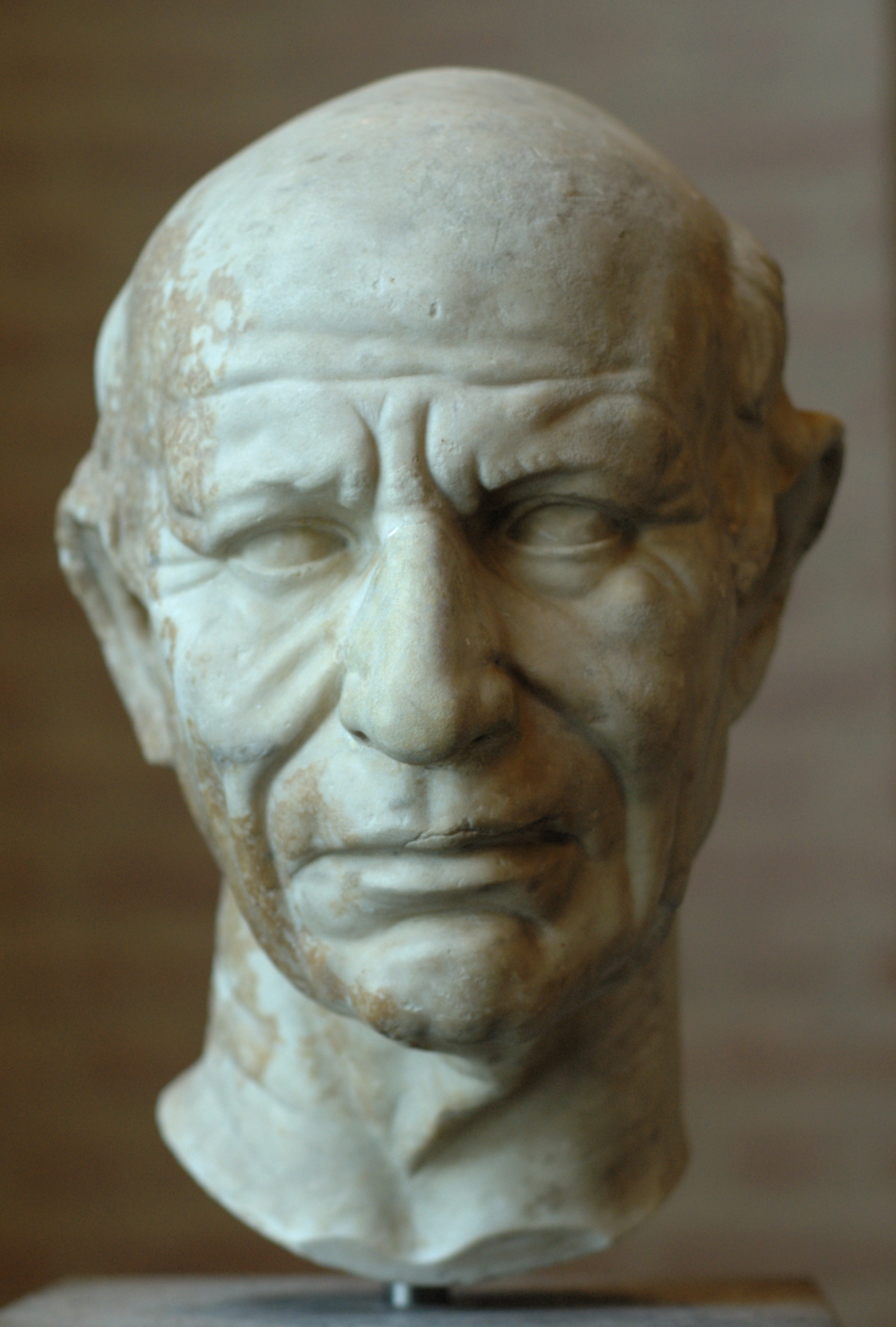
Kopf eines alten römisches Mannes, unbekannter Künstler, um 60 v. Chr. Die realistische Wiedergabe (Glatze, Krähenfüße, Gesichts- und Halsfalten) entspricht dem damaligen Darstellungsideal.

Krähenfüße ist die umgangssprachliche Bezeichnung von Fältchen im Augenbereich, da diese wegen ihrer strahlenförmigen Struktur an echte Krähenfüße erinnern. Die moderne Schönheitschirurgie bietet die Entfernung solcher Falten zum Beispiel mittels Botox an.
Krähenfüße können durch genügend Feuchtigkeit in Form von Wasser und Cremes gepflegt werden.